# Markaskogen
Markaskogen är ett naturreservat i Örebro kommun ligger nära Östra Mark. I förslaget till beslut heter det: "Området ska präglas av variationsrika barr- och lövskogar av naturskogskaraktär samt näringsrika och näringsfattiga våtmarker. I den norra delen ska det finnas ett omväxlande våtmarkslandskap med småvatten, lövpartier och betesmarker. Skötseln ska inriktas på att öka de biologiska värdena genom slåtter, bete och lämpliga vattennivåer i våtmarkerna. Målet är att snabba på utvecklingen av flerskiktade skogsbestånd med stort inslag av grova träd och död ved. Den rika förekomsten av kulturlämningar ska synliggöras." Och vidare: "Markaskogen och Markakärret (f.d. Markasjön) är sedan länge kända för sin rika flora och fauna.